# Rocky Knauer
Joachim „Rocky“ Knauer (* 6. Januar 1951 in Hanerau-Hademarschen) ist ein deutscher Bassist des Modern Jazz.

## Leben
Knauer wuchs in Vancouver auf und hatte seit dem vierzehnten Lebensjahr eine musikalische Ausbildung. Er begann als Gitarrist in kanadischen Rock- und Soulgruppen, wechselte – 1971 nach Deutschland zurückgekehrt – zum E-Bass und 1974 zum Kontrabass. Von 1974 bis 1977 studierte Knauer an der Munich Jazzschool von Joe Haider. Seit 1975 spielte er in der Gruppe Music Community (mit Alex Bally, Larry Porter, Frank St. Peter, Hermann Breuer und Lee Harper). Dann spielte er bei Dusko Goykovich, Ken Rhodes, Leszek Zadlo, Mal Waldron, Tom van der Geld, Al Porcino und Klaus Weiss (LPs Child’s Prayer, On Tour). Mit Wolfgang Lackerschmid und Chet Baker ging er seit 1979 mehrmals auf Tournee (Album Welcome Back, 1987). Weiterhin arbeitete er mit Doug Hammond, Art Farmer, Paul Grabowsky, Rudi Fuesers, Günther Klatt, Dave Burrell, Bob Degen, George Greene, Helge Schneider und Charly Antolini. Er leitet ein Quartett (mit u. a. Allen Blairman). Auch ist er an Aufnahmen von Allan Praskin, Chico Freeman, Christian Willisohn, Hermann Martlreiter, Beate Kittsteiner, Ruth Young, Stefanie Schlesinger, Tobias Meinhart, der Cotton Field Blues Band und des Clarinet Jazz Quartet beteiligt.